# 1879 في الجزائر
الأحداث من عام  1879 في الجزائر.